# Norte Piauiense
Norte Piauiense è una mesoregione del Piauí in Brasile.
È una suddivisione creata puramente per fini statistici, pertanto non è un'entità politica o amministrativa.

## Microregioni
È suddivisa in 2 microregioni:
- Baixo Parnaíba Piauiense
- Litoral Piauiense